# James Pickard
James Pickard fue un inventor inglés. Modificó el motor Newcomen, para que pudiera seguir un movimiento giratorio y crear energía. Su solución, que patentó en 1780, implicaba el uso combinado de una manivela y un volante. 
La compañía de James Watt, Boulton y Watt, eludió la patente de Pickard, con una invención de su empleado William Murdoch, el llamado  engranaje sol y planeta, patentado por Watt en 1781. 